# 久保田カヨ子
久保田 カヨ子（くぼた かよこ、1932年6月25日 - 2019年8月27日）は、日本の教育評論家。

## 生涯
大阪府出身。大阪市立東高等学校を卒業。1955年に久保田競と結婚。その後2児の母になり『0歳からの育児法』という教育法も実施し夫の脳科学理論に基づいた本を出版。エチカの鏡〜ココロにキクTV〜に出演。久保田式育児法「AKANON教室」プログラム監修、その他、久保田乳幼児教室「くぼたのうけん」を主宰。
2019年8月27日、呼吸不全により87歳で死去。

## 著書
- 『カヨ子ばあちゃん73の言葉 賢い子に育つ! 0歳からのらくらく子育て 子育てほど面白いもんはない!』ダイヤモンド社　2011
- 『カヨ子ばあちゃんの男の子の育て方 完全保存版』ダイヤモンド社　2012

共著
- 『感覚をきたえる幼児教育 大脳生理学者と子育て名人の新・育児法』久保田競共著　リヨン社　1984
- 『脳をはぐくむ 新・子育て学』久保田競共著　NGS　1985
- 『久保田夫妻の3歳児脳力教育 母と子で楽しくできる』久保田競共著　リヨン社　1988
- 『新しい赤ちゃん教育 手と指を使って脳を育くむ久保田メソッド』久保田競共著　リヨン社　1992
- 『すぐれた脳に育てる 手と指の実践トレーニング33』久保田競共著　BL出版　2002
- 『3歳までの天才革命 久保田メソード』久保田競共著　産心社　2006
- 『育脳家族 家族みんなで頭が良くなる本』久保田競共著　NTT出版　2010
- 『脳科学おばあちゃん久保田カヨ子先生の誕生から歩くまで0～1才脳を育むふれあい育児』久保田競共著　2010　主婦の友生活シリーズ